# Fariba Sheikhan
Fariba Sheikhan, all'anagrafe Fariba Sheikhan Uriarte (Guernica, 7 marzo 1988), è un'attrice spagnola di origini basche da parte di madre e persiane da parte di padre, nota per aver interpretato il ruolo di Inés Lagàr Mendizábal nella soap Il segreto (El secreto de Puente Viejo).

## Biografia
Fariba Sheikhan è nata il 7 marzo 1988 a Guernica, in provincia di Biscaglia, nella comunità dei Paesi Baschi (Spagna), fin da piccola ha mostrato un'inclinazione per la recitazione. Ha origini basche da parte di madre e persiane da parte di padre e parla fluentemente lo spagnolo, l'inglese, il francese e il persiano.
Fariba Sheikhan ha intrapreso i suoi studi di recitazione presso la scuola superiore d'arte drammatica di Siviglia e presso la scuola diretta da Cristina Rota, dopo aver studiato insegnamento delle lingue straniere, specializzandosi in inglese. Inoltre, si è formata in teatro gestuale e vocale con Mar Navarro e in canto e ballo di flamenco con Bibah Sheikh e La Farruca.
Nel 2009 ha iniziato la sua carriera come attrice con il film After diretto da Alberto Rodríguez Librero. Nel 2011 ha recitato nel film Alaba zintzoa diretto da Alvar Gordejuela e Javier Rebollo. L'anno successivo, nel 2012, ha ricoperto il ruolo di Fariba nella serie in onda su ETB1 Goenkale. Nel 2013 ha interpretato il ruolo di Merche nella serie di Euskal Telebista Bi eta bat.
Nel 2014 e nel 2015 è stata scelta per interpretare il ruolo di Inés Lagàr Mendizábal nella soap opera in onda su Antena 3 Il segreto (El secreto de Puente Viejo) e dove ha recitato insieme agli attori María Bouzas, Francisco Ortiz e Aída de la Cruz. Nel 2019 ha recitato nella serie Los nuestros e nella miniserie Puntu Koma. Nel 2020 e nel 2022 è entrata a far parte del cast della serie di Movistar+ La unidad. Nel 2021 ha ricoperto il ruolo di May Shanaa nella miniserie di Netflix Élite: Storie brevi (Élite: historias breves). L'anno successivo, nel 2022, ha interpretato il ruolo di Basira, moglie afgana, nel film The Covenant diretto da Guy Ritchie.

## Filmografia

### Cinema
- After, regia di Alberto Rodríguez Librero (2009)
- Alaba zintzoa, regia di Alvar Gordejuela e Javier Rebollo (2011)
- The Covenant (film 2023), regia di Guy Ritchie (2022)

### Televisione
- Goenkale – serie TV, 35 episodi (2012)
- Bi eta bat – serie TV, 60 episodi (2013)
- Il segreto (El secreto de Puente Viejo) – soap opera, 270 episodi (2014-2015)
- Los nuestros – serie TV, 1 episodio (2019)
- Puntu Koma – miniserie TV (2019)
- La unidad – serie TV, 6 episodi (2020, 2022)
- Élite: Storie brevi (Élite: historias breves) – miniserie TV, 1 episodio (2021)

### Cortometraggi
- Marylin (2010)
- Millenium (2011)
- Aske azkenik (2011)
- Sucedió en la azotea, regia di María Elorza Deias (2012)
- Paterfilia, regia di Íñigo Kintana (2013)
- Denboraren astinduak (2013)

### Videoclip musicali
- Gauza arinen alde di Iker Lauroba
- Ez zaudenetik di Lauroba
- Jodaje di Farid Farrahi

## Teatro
- Blackbird di David Harrower, con la compagnia Tanttaka, diretto da Fernando Bernués (2014, 2016)

## Doppiatrici italiane
Nelle versioni in italiano dei suoi film e delle sue serie TV, Fariba Sheikhan è stata doppiata da:
- Mariangela D'Amora[23] ne Il segreto[24]